# Marjan Mrmić
Marjan Mrmić (Sisak, 6. svibnja 1965.), bivši je hrvatski reprezentativni nogometni vratar, danas trener vratara u hrvatskoj nogometnoj reprezentaciji.

## Igračka karijera
Započeo je braniti u NK Željezničar Sunja, gdje je prošao juniorski staž i debitirao za seniorsku momčad. 1983. godine prešao je u NK Mladost Petrinja. U ljeto 1988. godine prešao je u tadašnji "Dinamo", kasniju "Cibaliu" iz Vinkovaca. Iz "Cibalije" je u ljeto 1993. godine preselio je u redove Varteksa, a 1996. godine otišao je, prvi put, u inozemstvo. Od 1996. do 1998. godine nastupao je za turski Bešiktaš, a potom opet se je vratio u Varaždin. Također je zabilježio kratku epizodu u belgijskom Charleroi, no, ubrzo se opet vratio u Varteks gdje je završio igračku karijeru i počeo trenirati vratare varaždinskoga prvoligaša.
Za reprezentaciju je nastupao od 1995. do 1999. godine, ali je uvijek bio pričuva prvom vrataru Draženu Ladiću. Ipak, uspio je sakupiti 14 nastupa za prvu momčad. Debi mu je bio u 12. lipnja 1995. godine, protiv Ukrajine, u Kijevu (0:1), u kvalifikacijama za EURO 96. Na Europskoj je smotri 1996. godine ipak nastupio jednom. Protiv Portugala, u porazu od 3:0, no, tada je igrala praktički pričuvna momčad kako bi se oni važniji igrači odmorili za četvrtzavršnicu i Njemačku. U kvalifikacijama za SP 1998. godine nastupio je 3 puta, a na samom natjecanju niti jednom. Iz toga razdoblja ima brončanu medalju.
Za hrvatsku reprezentaciju posljednji put nastupio je 28. kolovoza 1999. godine u kvalifikacijskome susretu za EURO 2000, protiv Malte, u Zagrebu (2:1). Od reprezentativnog se dresa oprostio listopada 1999. godine razočaran jer se reprezentacija nije uspjela plasirati na EURO 2000.

## Trenerska karijera
Po dolasku Slavena Bilića za izbornika hrvatske nogometne reprezentacije, Mrmić je postavljen za trenera vratara.

## Priznanja

### Klupska
Beşiktaş JK
- Chancellor Cup: 1997.
- TSYD Cup: 1997.
- Turski kup: 1998.

### Reprezentativna
- Svjetsko prvenstvo Francuska 1998. – brončana medalja
- Svjetsko prvenstvo Rusija 2018. – srebrna medalja
- Svjetsko prvenstvo Katar 2022. – brončana medalja
- Državna nagrada za šport "Franjo Bučar" – Kao član reprezentacije 1998. godine
- Red hrvatskog pletera – Predsjednik Republike Hrvatske Franjo Tuđman u srpnju 1998. primio je i odlikovao reprezentativce, članove stožera i logistike reprezentacije: "za izniman uspjeh hrvatske nogometne reprezentacije, za osvjedočenu srčanost, požrtvovnost i viteštvo u športskom nadmetanju, u osvajanju 3. mjesta na 16. Svjetskom nogometnom prvenstvu u Francuskoj 1998.":[5]
- Red Danice hrvatske s likom Franje Bučara – Predsjednica Republike Hrvatske Kolinda Grabar-Kitarović u studenom 2018. primila je i odlikovala reprezentativce i članove stožera i logistike reprezentacije: "za izniman, povijesni uspjeh hrvatske nogometne reprezentacije, osvjedočenu srčanost i požrtvovnost kojima je vratio vjeru u uspjeh, optimizam i pobjednički duh i ispunio ponosom sve hrvatske navijače diljem svijeta, za isticanje najvrednijih profesionalnih i humanih kvaliteta, iskazano zajedništvo i domoljubni ponos u promociji sporta i međunarodnog ugleda Republike Hrvatske, te osvajanju srebrne medalje na 21. Svjetskom nogometnom prvenstvu u Ruskoj Federaciji".[6]
- Povelja Republike Hrvatske - Dana 26. svibnja 2024. predsjednik Republike Hrvatske Zoran Milanović primio je i odlikovao igrače i članove stručnog stožera hrvatske nogometne reprezentacije te članove delegacije HNS-a koji su pridonijeli osvajanju brončane medalje na Svjetskom prvenstvu u Kataru 2022.: "Za izniman uspjeh hrvatske nogometne reprezentacije, doprinos sportu i međunarodnom ugledu Republike Hrvatske te osvajanju 3. mjesta na 22. Svjetskom nogometnom prvenstvu u Državi Katru" [7][8]

## Zanimljivosti
- Mrmić i Dražen Ladić, uz ekonoma Mladena Pilčića, jedini su osvojili sve tri medalje hrvatske nogometne A reprezentacije na Svjetskim prvenstvima. Prvu su osvojili kao igrači, a druge dvije kao trener vratara (Mrmić) i pomoćni trener (Ladić) Dalićeve Hrvatske.[9]

## Vanjske poveznice
- Večernji list - svi članci